# مارك د. فيرغسون
مارك د. فيرغسون (بالإنجليزية: Mark D. Ferguson)‏ هو كاتب سيناريو ومخرج بريطاني، ولد في 13 يونيو 1986 في غلاسكو في المملكة المتحدة.

## وصلات خارجية
- مارك د. فيرغسون على موقع IMDb (الإنجليزية)
- مارك د. فيرغسون على موقع ألو سيني (الفرنسية)
- مارك د. فيرغسون على موقع كينوبويسك (الروسية)